# الحرب في أبخازيا (1992–1993)
كانت الحرب في أبخازيا بين عامي 1992 و1993 قد دارت بين قوات الحكومة الجورجية في معظمها، وبين القوات الانفصالية الأبخازية والقوات المسلحة الروسية ومسلحي شمال القوقاز. وحارب الجورجيون العرقيون الذين يعيشون في أبخازيا إلى حد كبير على جانب قوات الحكومة الجورجية. فقد قام كل من العرقية الأرمينية والروسيين داخل سكان أبخازيا بدعم الأبخازيين إلى حد كبير، وقاتل العديد منهم إلى جانبهم. وتلقى الانفصاليون دعما من آلاف المقاتلين في شمال القوقاز وكوساك ومن قوات الاتحاد الروسي المتمركزة في أبخازيا وبالقرب منها.
وقد تفاقمت معالجة هذا الصراع بسبب الصراع الأهلي في جورجيا (بين مؤيدي الرئيس الجورجي المخلوع، زفياد غامساخورديا – في الحكم 1991-1992 – وحكومة ما بعد الانقلاب التي يترأسها إدوارد شيفردنادزه) وكذلك الصراع الجورجي-الأوسيتي لعام 1989 فصاعدا.
أبلغ عن وقوع انتهاكات جسيمة لحقوق الإنسان وفظائع في جميع الجوانب، ووصلت إلى ذروتها في أعقاب الاستيلاء الأبخازي على سوخومي في 27 سبتمبر 1993، وأعقب ذلك تنظيم حملة واسعة النطاق للتطهير العرقي ضد السكان المنحدرين من أصل جورجي (وفقا لمنظمة الأمن والتعاون في أوروبا). وقد أبلغت بعثة لتقصي الحقائق أوفدها الأمين العام للأمم المتحدة في أكتوبر 1993 عن العديد من الانتهاكات الجسيمة لحقوق الإنسان التي ارتكبها الأبخاز والجورجيون على حد سواء. فمن 13,000 و20،000 من أصل جورجي وما يقرب من 3,000 من الأبخاز قتلوا، أصبح أكثر من 250,000 من أصل جورجي مشردين داخليا أو لاجئين و2،000 شخص يعتبرون في عداد المفقودين.
وقد أثرت الحرب تأثيرا شديدا على جورجيا في فترة ما بعد الاتحاد السوفيتي، التي عانت من أضرار مالية وبشرية ونفسية كبيرة. وقد أدى القتال وما أعقبه من استمرار الصراعات المتقطعة إلى تدمير أبخازيا.

## الحرب
توتر الوضع في جمهورية أبخازيا الاشتراكية المستقلة ذاتيًا منذ نهاية ثمانينيات القرن الماضي مع بدء المعارضة الجورجية المناهضة للسوفييت بالمطالبة بالاستقلال عن الاتحاد السوفيتي. طالب القوميون الأبخاز في مارس من عام 1989 في إعلان ليخني بالإنشاء الرسمي لجمهورية اشتراكية سوفيتية منفصلة (بناءً على سابقة وجود جمهورية أبخازيا الاشتراكية السوفيتية المستقلة بين عامي 1925 و1931، والتي ارتبطت بالجمهورية الجورجية السوفيتية الاشتراكية من خلال «معاهدة الاتحاد»). وقع رئيس جامعة سوخومي على الإعلان، وأعلن الطلاب الجورجيون الإثنيون في الجامعة عن احتجاجهم، ولكن منعتهم الحكومة الجورجية من ذلك. ومع ذلك، احتشد الطلاب وتعرضوا لهجوم الأبخازيين الإثنيين. أغضب هذا الحدث الحركة الجورجية المناهضة للسوفييت فأدرجت ادعاءات الطلاب ضد الانفصال الأبخازي ضمن قائمة شعارات عدة آلاف من المتظاهرين الجورجيين في تبليسي. أُرسلت القوات السوفيتية إلى تبليسي ردًا على الاحتجاجات، ما أدى إلى حدوث مأساة 9 أبريل.
وقع في أعقاب ذلك أول الاشتباكات المسلحة بين ممثلي السكان الأبخاز والجورجيين في 16-17 يوليو من عام 1989 في سوخومي. أدى الصراع إلى صدور قرار الحكومة الجورجية بتحويل القطاع الجورجي من جامعة ولاية سوخومي إلى فرع من جامعة تبليسي الحكومية. عارض الأبخازيون بشدة الجامعة الجديدة، واعتبروها أداة لتوسيع الهيمنة الجورجية. تقرر إجراء امتحان القبول في 15 يوليو من ذلك العام، على الرغم من استنتاج الاتحاد السوفيتي الأعلى عدم امتلاك الحكومة الجورجية للحق القانوني في تفويض الجامعة الجديدة. سرعان ما تحولت الاضطرابات المدنية الناتجة عن هذا القرار إلى اشتباكات عسكرية أدت -وفقًا للروايات الرسمية- إلى مقتل 18 شخصًا وإصابة 448 شخصًا على الأقل، من بينهم 302 جورجيًا. نُشرت قوات وزارة الداخلية لقمع الاضطرابات رداً على هذه الحادثة.
أُحيلت الخصومات الجورجية-الأبخازية بشكل كبير إلى السلطات التشريعية مع حلول يوليو من عام 1990، وذلك بسبب عدم شعور أي من الطرفين أنه قوي بما فيه الكفاية لحل المشكلة عسكريًا، ليصبح ترسيم حدود أبخازيا نزاعًا قانونيًا -«حرب قوانين»- حتى اندلاع الأعمال العدائية المسلحة في أغسطس من عام 1992، وقد امتلكت حكومة الاتحاد السوفيتي خيارات قليلة للغاية لمنع الصراعات بين الأعراق حينها، خاصة أن الاتحاد السوفيتي نفسه كان على وشك التفكك.
ضُمنت المخصصات أو الحصص الإثنية إلى مجلس السوفييت الأعلى في أبخازيا قبل انتخابات عام 1991، ما أدى إلى تكوين لا يعكس بدقة العرقية المكونة للسكان. وهكذا من أصل 65 مقعدًا، حصل الأبخاز (الذين يكونون 17% من السكان) على 28 مقعدًا؛ في حين حصل الجورجيون (الذين يكونون 45% من السكان) على 26 مقعدًا؛ ووزع الأحد عشر مقعدًا المتبقين على مجموعات أخرى (مثل الأرمن والروس؛ إذ يشكل الروس 33% من السكان).

### النتائج
فقدت جورجيا السيطرة فعليًا على أبخازيا وأصبحت الأخيرة منطقة مستقلة في واقع الأمر. تحسنت العلاقات بين روسيا وأبخازيا في نهاية تسعينيات القرن الماضي ورُفع الحصار الاقتصادي عن أبخازيا. مُررت القوانين أيضًا للسماح للدول الأخرى بأن تصبح جزءًا من الاتحاد الروسي، وهو ما فسره البعض على أنه عرض انضمام لأبخازيا ودول أخرى لم يكن مُعترف بها في الاتحاد السوفييتي السابق.
ادعت جورجيا أن الجيش الروسي والمخابرات ساهما بشكل حاسم في هزيمة جورجيا في الحرب الأبخازية، واعتبرت هذا الصراع (إلى جانب الحرب الأهلية الجورجية وحرب جنوب أوسيتيا) محاولة روسية لاستعادة نفوذها في منطقة ما بعد الاتحاد السوفيتي.
قال وزير الخارجية الروسي أندريه كوزيريف في الجمعية العامة للأمم المتحدة عند نهاية الحرب: «تدرك روسيا أنه لا يمكن لأي منظمة دولية أو مجموعة من الدول أن تحل محل جهودنا لحفظ السلام في فضاء دول ما بعد الاتحاد السوفيتي المحدد هذا».
يُعبر عن مجموعة واسعة من الآراء حول السياسة الروسية فيما يتعلق بجورجيا وأبخازيا في وسائل الإعلام والبرلمان. كتب ليونيد رادزيكوفسكي -المحلل السياسي والصحفي المستقل- أن اكتساب مناطق جديدة هو آخر شيء تحتاجه روسيا وقارن دعمها للانفصاليين الأجانب بالمثل القائل: لا ترم جيرانك بالحجارة، إن كان منزلك من زجاج.

ينوه أستاذ جامعة أكسفورد س.ن ماكفارلين حول مسألة الوساطة الروسية في أبخازيا قائلًا:
«من الجدير بالذكر أنه من الواضح أن واضعي السياسات الروس ليسوا مرتاحين لفكرة امتلاك الجهات الفاعلة الخارجية لدور بارز في التعامل مع الصراع في فضاء دول الاتحاد السوفيتي السابق. وفي الآونة الأخيرة، وُسع نطاق هذا الأمر ليشمل بشكل خاص أنشطة المنظمات الدولية في إدارة الصراع. ليس من مصلحة روسيا بالتأكيد رؤية عمليات الوساطة وحفظ السلام الخارجية على أراضي الاتحاد السوفيتي السابق، كما وضحت مجموعة من المعلقين المؤثرين في السياسة الخارجية الروسية وصناع السياسة في مايو من عام 1996.

تمتلك روسيا تطلعات مهيمنة واضحة في فضاء دول الاتحاد السوفيتي السابق. يبدو أنه قد ظهر إجماع سائد بين المؤثرين في السياسة الخارجية على الحاجة إلى التواجد وامتلاك النفوذ الفعال في المنطقة، على الرغم من التعبير عن مجموعة واسعة من الآراء حول السياسة الروسية في الدول المستقلة حديثًا في وسائل الإعلام وفي البرلمان. عبر كل من المجموعات السياسية المستقلة ومستشاري الرئيس والشخصيات السياسية المؤثرة والرئيس نفسه عن هذه الآراء على نطاق واسع في التصريحات الرسمية، والبيانات المؤثرة. يبدو العنصر المهيمن في السياسة الروسية تجاه البلدان المجاورة واضحًا في جهودها لاستعادة السيطرة الروسية على الحدود الخارجية للاتحاد السوفيتي السابق ولاستئناف سيطرتها على شبكة الدفاع الجوي السوفيتي وللحصول على اتفاقات حول تمركز القوات الروسية في الجمهوريات غير الروسية، وفي حساسيتها الواضحة للوجود العسكري الخارجي (بما في ذلك الوجود متعدد الأطراف) على أراضي الاتحاد السوفيتي السابق. يمتد هذا العنصر المهيمن إلى ما وراء النطاق السياسي/الأمني ليصل إلى النطاق الاقتصادي، وذلك انطلاقًا من السياسة الروسية المتعلقة ببحر قزوين وتنمية موارد الطاقة في آسيا الوسطى. تتنوع مصادر السياسة الروسية لتشمل بقايا الإمبراطورية الروسية، ولكنها مقيدة من الناحية العملية بمصير الشتات الروسي، وبنقص الدفاعات المتطورة على طول حدود الاتحاد الروسي، وبالقلق بشأن الإسلام، وبعدم الراحة من الآثار غير المباشرة المترتبة على عدم الاستقرار في الجمهوريات الأخرى».
انضم السيناتور ريتشارد لوغار خلال زيارته للعاصمة الجورجية تبليسي في 28 أغسطس إلى السياسيين الجورجيين في انتقاد مهمة حفظ السلام الروسية، مشيرًا إلى أن «الإدارة الأمريكية تدعم إصرار الحكومة الجورجية على انسحاب قوات حفظ السلام الروسية من مناطق الصراع في أبخازيا ومقاطعة تسخينفالي».

## وصلات خارجية
- Accord issue on the Georgia Abkhazia peace process also includes chronology and key texts & agreements. (بالإنجليزية)& [[منتخب  لاتحاد الرغبي|]]
- http://www.cidcm.umd.edu/mar/chronology.asp?groupId=37201